# DIN 75079
Die DIN-Norm DIN 75079 (Notarzt-Einsatzfahrzeuge (NEF)) ist eine deutsche Norm der Medizintechnik. Sie regelt die Anforderungen für Notarzteinsatzfahrzeuge. So werden in dieser Norm die medizinisch-technische Ausrüstung, die medikamentöse Bestückung und die personelle Besetzung festgehalten. Außerdem werden die Begriffe und die Prüfungsintervalle festgelegt und auch entsprechende Anforderungen an die Fahrzeugtechnik (Beschleunigung, maximale Beladung) gestellt.

## Inhalt

### Medizinisch-technische Ausrüstung
Zur medizinisch-technischen Ausrüstung eines NEF gehören laut der DIN 75079 unter anderem ein EKG mit Defibrillatoreinheit und externem Schrittmacher, ein automatisches Beatmungsgerät, eine elektrische Absaugpumpe sowie ein Pulsoxymeter.

### Medikamentöse Bestückung
Neben den auf dem Rettungswagen ebenfalls vorhandenen Medikamenten muss laut der Norm auf dem NEF auch eine genau bestimmte Anzahl an Betäubungsmitteln, wie zum Beispiel Fentanyl und Morphin, vorrätig sein, die nur dem Notarzt zugänglich sein dürfen.

### Personelle Besetzung
Zur personellen Besetzung besagt die DIN 75079 nichts, dies wird durch die jeweiligen Landesrettungsdienstgesetze geregelt. In vielen Fällen ist dort festgelegt, dass der Fahrer die Qualifikation eines Rettungssanitäters, eines Rettungsassistenten oder eines Notfallsanitäters haben muss.
Der Notarzt muss in fast allen Bundesländern über die Zusatzbezeichung Notfallmedizin verfügen. Für Notärzte, die nach früheren Bedingungen die Fachkunde Rettungsdienst erlangt haben, gilt Bestandsschutz.

## Versionen
Im November 2009 wurde eine komplett überarbeitete Norm herausgegeben. Diese ersetzt die alte Norm DIN 75079:2008-02 inklusive Berichtigung 1:2004-12